# Renault Kangoo
El Renault Kangoo es un vehículo comercial ligero mediano producido por el fabricante de automóviles francés Renault desde el año 1997. El reemplazante del Renault Express se fabrica en Maubeuge, Francia y fue fabricado hasta 2018 en Santa Isabel, Córdoba, Argentina donde en la actualidad fue reemplazado por la Dacia Dokker pero bajo la denominación Renault Kangoo. El modelo de primera generación fue reestilizado en Europa en el año 2003 y se fabricó hasta 2010. La segunda generación de la Kangoo (denominada también Kangoo 2) se puso a la venta en Europa y Latinoamérica en el año 2008 y fue producida hasta 2020. La Kangoo I se vendió bajo la marca japonesa Nissan con la denominación Nissan Kubistar, y la Kangoo II también se ofreció dentro de la gama de la marca alemana Mercedes-Benz como el Mercedes-Benz Citan.
El modelo tiene motor delantero trasversal de cuatro cilindros en línea. Existe en variantes de carga de dos plazas ("Kangoo Express") o de pasajeros de cinco y siete plazas, con tracción delantera o tracción a las cuatro ruedas.
Entre sus rivales se encuentran la Dacia Dokker, Ford Connect, Opel Combo, Peugeot Partner, Fiat Qubo y Volkswagen Caddy

## Primera generación KC/FC (1997-2010)
Hacia 1990, las furgonetas pequeñas eran generalmente derivados de turismos que ya estaban en el mercado. La Express era un derivado del Renault Supercinco, del que utilizaba su cabina delantera y su motorización. La parte trasera del turismo se sustituía por una plataforma específica adaptada para la carga de mercancías.
El proyecto X76, del que surgió la primera generación de la Kangoo, es un diseño específico para un automóvil de carga, diferenciándose totalmente del diseño de turismos existentes. La plataforma sí se comparte con otros modelos de la marca, el Renault Clio. Desaparece la "chepa" característica de las furgonetas hasta entonces y adquieren una imagen propia distinta de los turismos contemporáneos.
Las motorizaciones gasolina del modelo son un 1.0 litros de 60 o 68 CV, un 1.2 litros de 60 o 75 CV, un 1.4 litros de 75 CV y un 1.6 litros de 95 CV; muchos de ellos tienen un kit para funcionar también con gas natural comprimido o gas licuado del petróleo. Los Diésel son un 1.5 litros con turbocompresor e inyección directa common-rail en variantes de entre 60 y 85 CV de potencia máxima, y un 1.9 litros en variantes atmosférica de 55 o 65 CV, con turbocompresor e inyección indirecta de 80 CV, y con turbocompresor e inyección directa common-rail y 85 CV. En ciertos mercados europeos existieron las versiones Electri'cité y Elect'road, siendo la primera una versión completamente eléctrica, y la segunda una versión con motorización híbrida.
Existieron diversas versiones como la Pampa, con tracción 2 ruedas pero con altura al suelo aumentada y versiones con tracción a las 4 ruedas.
En 2003 el modelo fue reestilizado en Europa con nuevo frontal e interior. En 2008 el reestilizado llegó a Argentina (solo frontal) y adoptando el nombre "Kangoo 2" para la región. Se agregaron modelos de 7 plazas, con una butaca en el baúl. Finalmente cesó su producción en mayo de 2018 cuando fue sustituida por la Dacia Dokker pero manteniendo el nombre comercial y logos de marca de Renault Kangoo.
En los mercados nórdicos se vendió una versión pick-up, basada en la Kangoo 4x4.

### Mecánicas fase 1 (1997-2003)
| Mecánica   | Código del Motor | Cilindrada | Cilindros | Potencia (CV/kW @ rpm) | Par Máximo (NM @ rpm) | Diámetro x Carrera | Transmisión               | Años de producción | Notas                                     |
| ---------- | ---------------- | ---------- | --------- | ---------------------- | --------------------- | ------------------ | ------------------------- | ------------------ | ----------------------------------------- |
| 1.0        | D7D              | 999 cc     | 4         | 59/43 @ 5500           | 81 @ 4250             | 69 x 66,8 mm       | Manual,5v                 |                    | Motorización para el mercado brasileño    |
| 1.0 16V    | D4D              | 999 cc     | 4         | 68/50 @ 5750           | 93 @ 4500             | 69 x 66,8 mm       | Manual,5v                 |                    | Motorización para el mercado brasileño    |
| 1.2        | KC0A             | 1149 cc    | 4         | 60/44 @ 5250           | 93 @ 2500             | 69 x 76,8 mm       | Manual,5v                 | 1997-2003          |                                           |
| 1.2 16V    | D4F              | 1149 cc    | 4         | 75/55 @ 5500           | 105 @ 3500            | 69 x 76,8 mm       | Manual,5v                 | 2001-2003          |                                           |
| 1.4        | E7J              | 1390 cc    | 4         | 75/55 @ 5500           | 114 @ 4250            | 75,8 x 77 mm       | Manual,5v o Automático,4v | 1997-2001          | Automático desde 1999                     |
| 1.4        | E7J              | 1390 cc    | 4         | 75/55 @ 5500           | 114 @ 2800            | 75,8 x 77 mm       | Manual,5v o Automático,4v | 2001-2003          |                                           |
| 1.6        | K7M              | 1598 cc    | 4         | 90/66 @ 5250           | 132 @ 2500            | 79,5 x 80,5 mm     | Manual,5v                 |                    | Motorización para el mercado sudamericano |
| 1.6 16V    | K4M              | 1598 cc    | 4         | 95/70 @ 5000           | 148 @ 3750            | 79,5 x 80,5 mm     | Manual,5v                 | 2001-2003          | Opcional versión 4x4                      |
| 1.5 dCi 65 | K9K              | 1461 cc    | 4         | 65/48 @ 4000           | 160 @ 2000            | 76 x 80,5 mm       | Manual,5v                 | 2002-2003          | Common-Rail                               |
| 1.5 dCi 80 | K9K              | 1461 cc    | 4         | 82/60 @ 4250           | 185 @ 1750            | 76 x 80,5 mm       | Manual,5v                 | 2002-2003          | Common-Rail                               |
| 1.9 D 55   | F8Q              | 1870 cc    | 4         | 55/41 @ 4500           | 120 @ 2250            | 80 x 93 mm         | Manual,5v                 | 1997-2003          |                                           |
| 1.9 D 65   | F8Q              | 1870 cc    | 4         | 65/48 @ 4500           | 120 @ 2250            | 80 x 93 mm         | Manual,5v                 | 1997-2003          |                                           |
| 1.9 dTi 80 | F9Q              | 1870 cc    | 4         | 80/59 @ 4000           | 160 @ 2000            | 80 x 93 mm         | Manual,5v                 | 1999-2003          |                                           |
| 1.9 dCi 80 | F9Q              | 1870 cc    | 4         | 80/59 @ 4000           | 180 @ 2000            | 80 x 93 mm         | Manual,5v                 | 2001-2003          | Common-Rail,Opcional 4x4                  |

### Mecánicas fase 2 (2003-2009)
| Mecánica       | Código del Motor       | Cilindrada | Cilindros | Potencia (Cv/kW @ rpm)                           | Par Máximo (NM @ rpm) | Diámetro x Carrera | Transmisión               | Años de producción | Notas                                       |
| -------------- | ---------------------- | ---------- | --------- | ------------------------------------------------ | --------------------- | ------------------ | ------------------------- | ------------------ | ------------------------------------------- |
| 1.2            | KC0A                   | 1149 cc    | 4         | 60/44 @ 5250                                     | 93 @ 2500             | 69 x 76,8 mm       | Manual,5v                 | 2003-2005          |                                             |
| 1.2 16V        | D4F                    | 1149 cc    | 4         | 75/55 @ 5500                                     | 105 @ 3500            | 69 x 76,8 mm       | Manual,5v                 | 2003-2008          |                                             |
| 1.6 16V        | K4M                    | 1598 cc    | 4         | 95/70 @ 5000                                     | 148 @ 3750            | 79,5 x 80,5 mm     | Manual,5v o Automático,4v | 2003-2008          | Opcional versión 4x4 solo con cambio manual |
| 1.5 dCi 60     | K9K                    | 1461 cc    | 4         | 61/45 @ 4000                                     | 130 @ 1250            | 76 x 80,5 mm       | Manual,5v                 | 2005-2008          | Common-Rail                                 |
| 1.5 dCi 65     | K9K                    | 1461 cc    | 4         | 65/48 @ 4000                                     | 160 @ 2000            | 76 x 80,5 mm       | Manual,5v                 | 2003-2005          | Common-Rail                                 |
| 1.5 dCi 70     | K9K                    | 1461 cc    | 4         | 68/50 @ 4000                                     | 160 @ 2000            | 76 x 80,5 mm       | Manual,5v                 | 2005-2008          | Common-Rail                                 |
| 1.5 dCi 80     | K9K                    | 1461 cc    | 4         | 82/60 @ 4250                                     | 185 @ 1750            | 76 x 80,5 mm       | Manual,5v                 | 2003-2005          | Common-Rail, opcional versión 4x4           |
| 1.5 dCi 85     | K9K                    | 1461 cc    | 4         | 85/62 @ 3750                                     | 200 @ 1750            | 76 x 80,5 mm       | Manual,5v                 | 2005-2008          | Common-Rail                                 |
| 1.9 D 55       | F8Q                    | 1870 cc    | 4         | 55/41 @ 4500                                     | 120 @ 2250            | 80 x 93 mm         | Manual,5v                 | 2003-2007          |                                             |
| 1.9 D 65       | F8Q                    | 1870 cc    | 4         | 65/48 @ 4500                                     | 120 @ 2250            | 80 x 93 mm         | Manual,5v                 | 2003-2007          |                                             |
| 1.9 dCi 85 4x4 | F9Q                    | 1870 cc    | 4         | 84/62 @ 4000                                     |                       | 80 x 93 mm         | Manual,5v                 | 2003-2006          | Common-Rail, solo versión 4x4               |
| Elect'road     | LGW523+Motor eléctrico | 505 cc     | 2         | 39/29 (modo boost) 14/10 (modo normal eléctrico) |                       | 72 x 62 mm         |                           | 2003               |                                             |
| Electri'cité   | Motor eléctrico        |            |           | 40/30                                            |                       |                    |                           | 2003               |                                             |

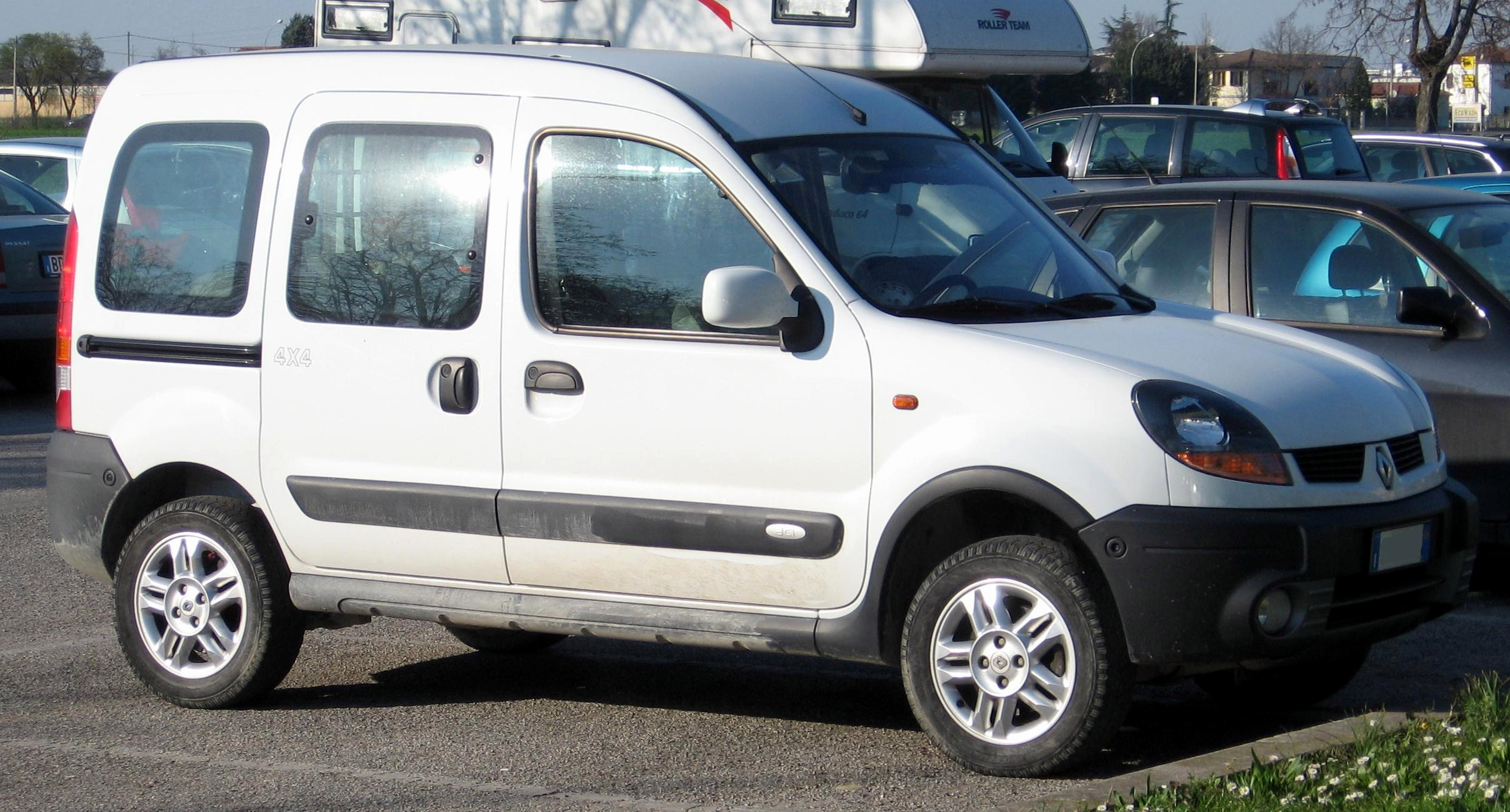
Renault Kangoo 1.9dCi 4x4
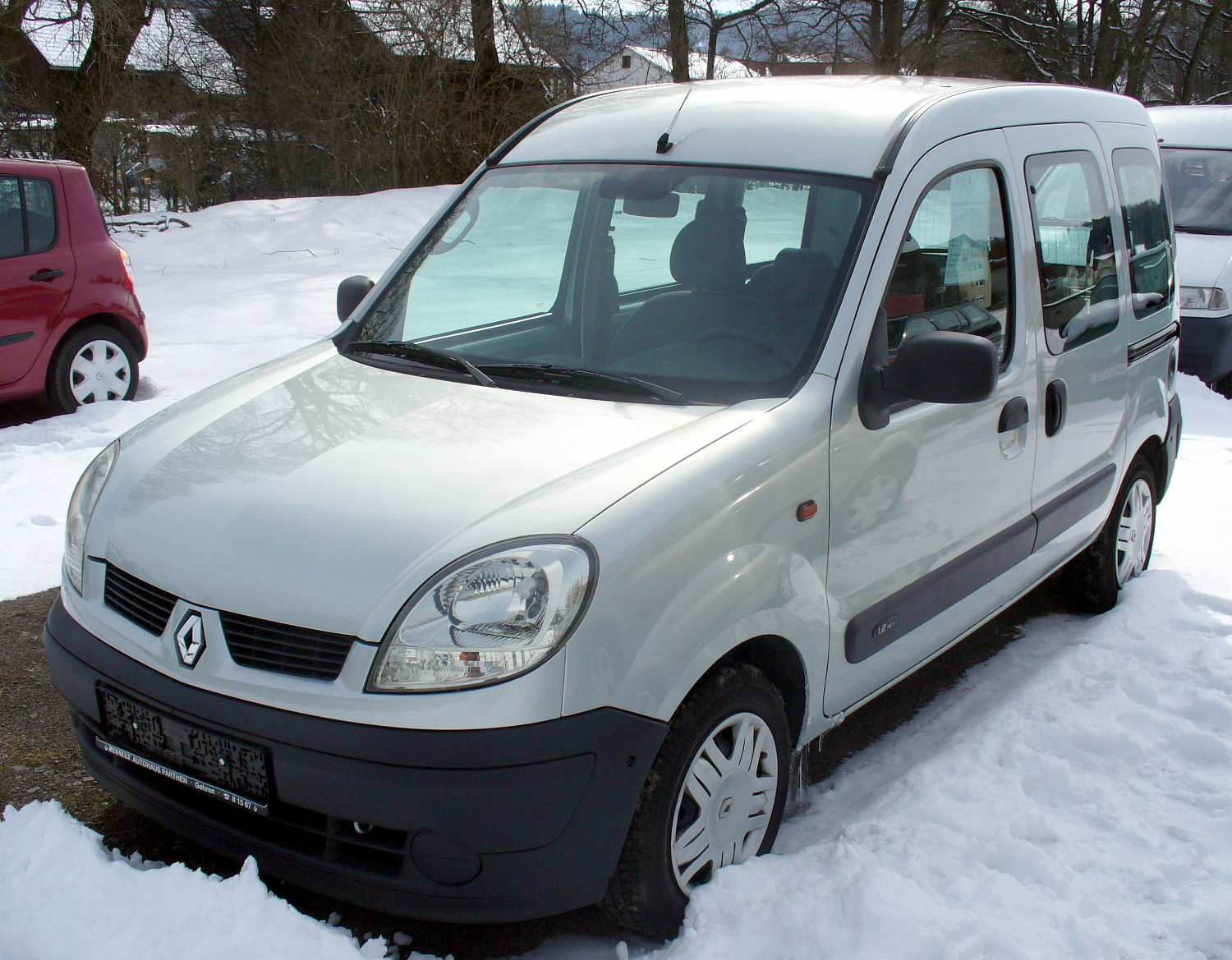
Renault Kangoo I Rapid fase 2 (camión)
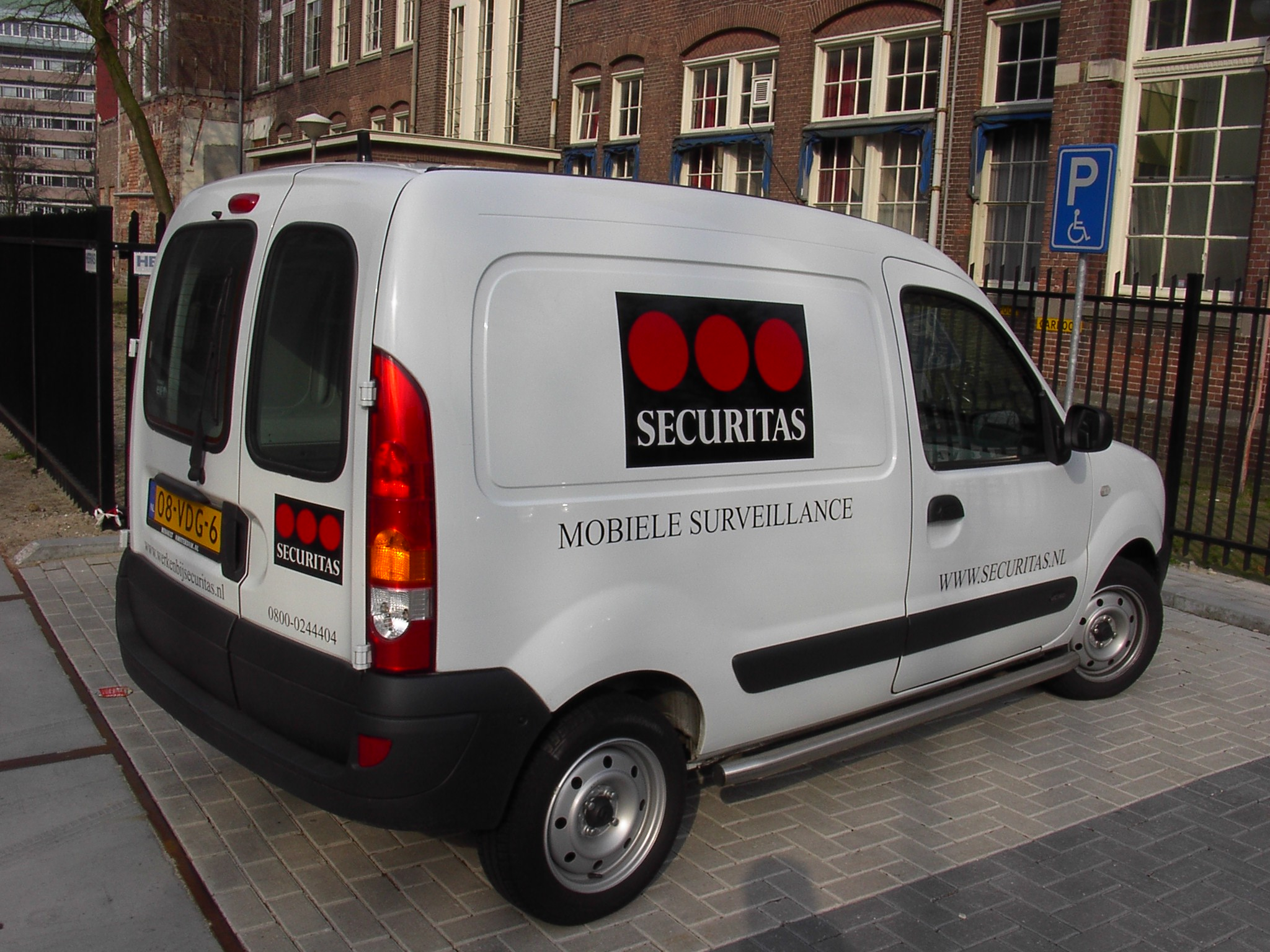
Renault Kangoo I furgoneta

## Segunda generación (2008-2020)
La segunda generación de la Kangoo (código de fabricación: X61) se presentó oficialmente en el Salón del Automóvil de Frankfurt de 2007 y se lanzó al mercado en mayo de 2008. Su plataforma es derivada de la del Renault Mégane y Renault Scénic de segunda generación. Desde mediados de 2008, hay una variante de la Kangoo II con batalla corta («Kangoo Compact» y «Kangoo Express Compact»), que enfrentará al trío Citroën Nemo / Fiat Fiorino / Peugeot Bipper. Asimismo, en 2012 se lanzó una variante larga llamada «Grand Kangoo», equivalente a la Peugeot Partner de batalla larga y la Volkswagen Caddy Maxi.
Sus motores son una gasolina atmosférico de 1.6 litros de cilindrada con dos válvulas por cilindro y 87 CV o con cuatro válvulas por cilindros y 107 CV, y un Diésel de 1.5 litros con turbocompresor e inyección directa con alimentación por common-rail en variantes de 68, 86 y 103 CV.

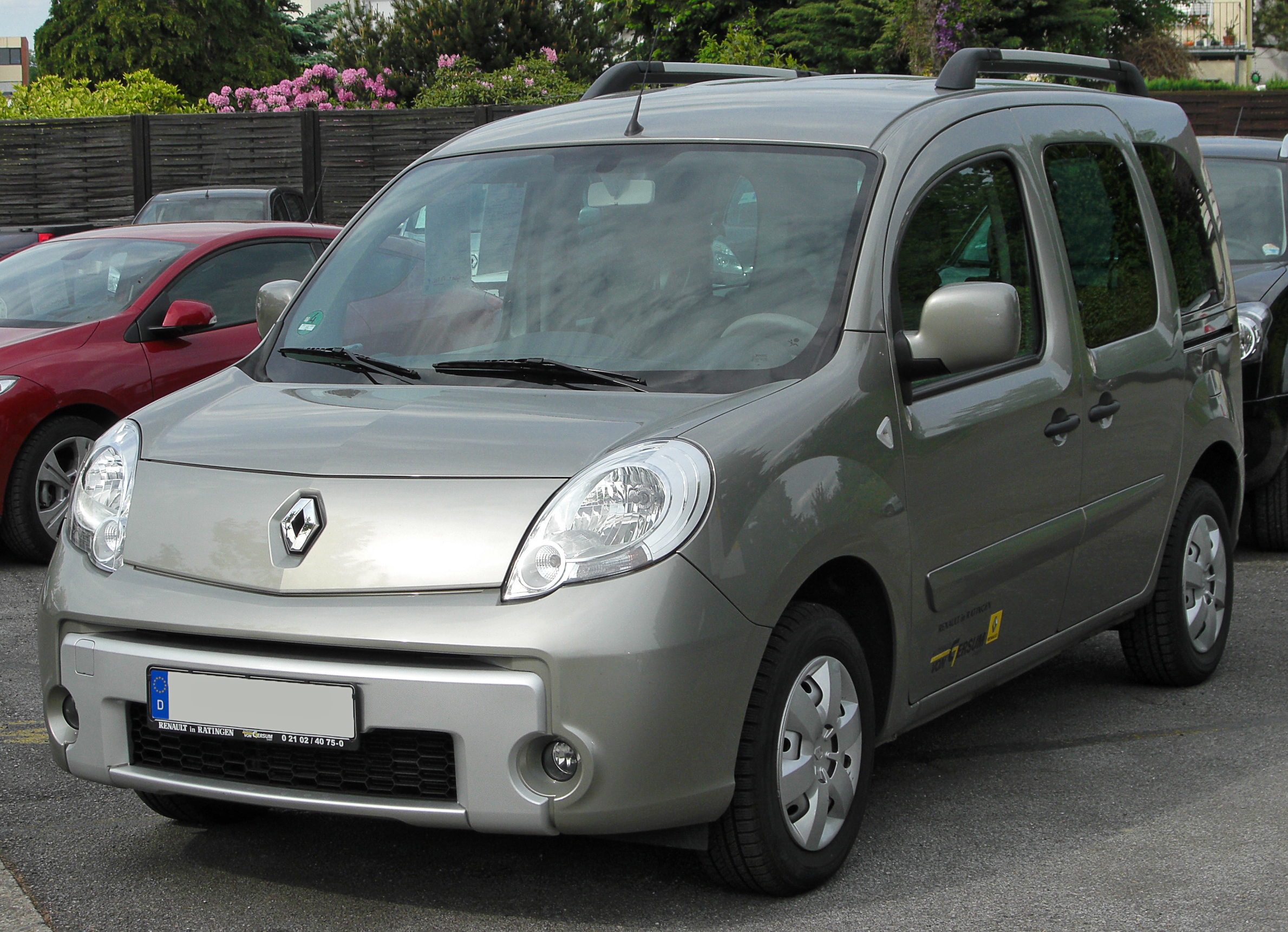
Renault Kangoo II
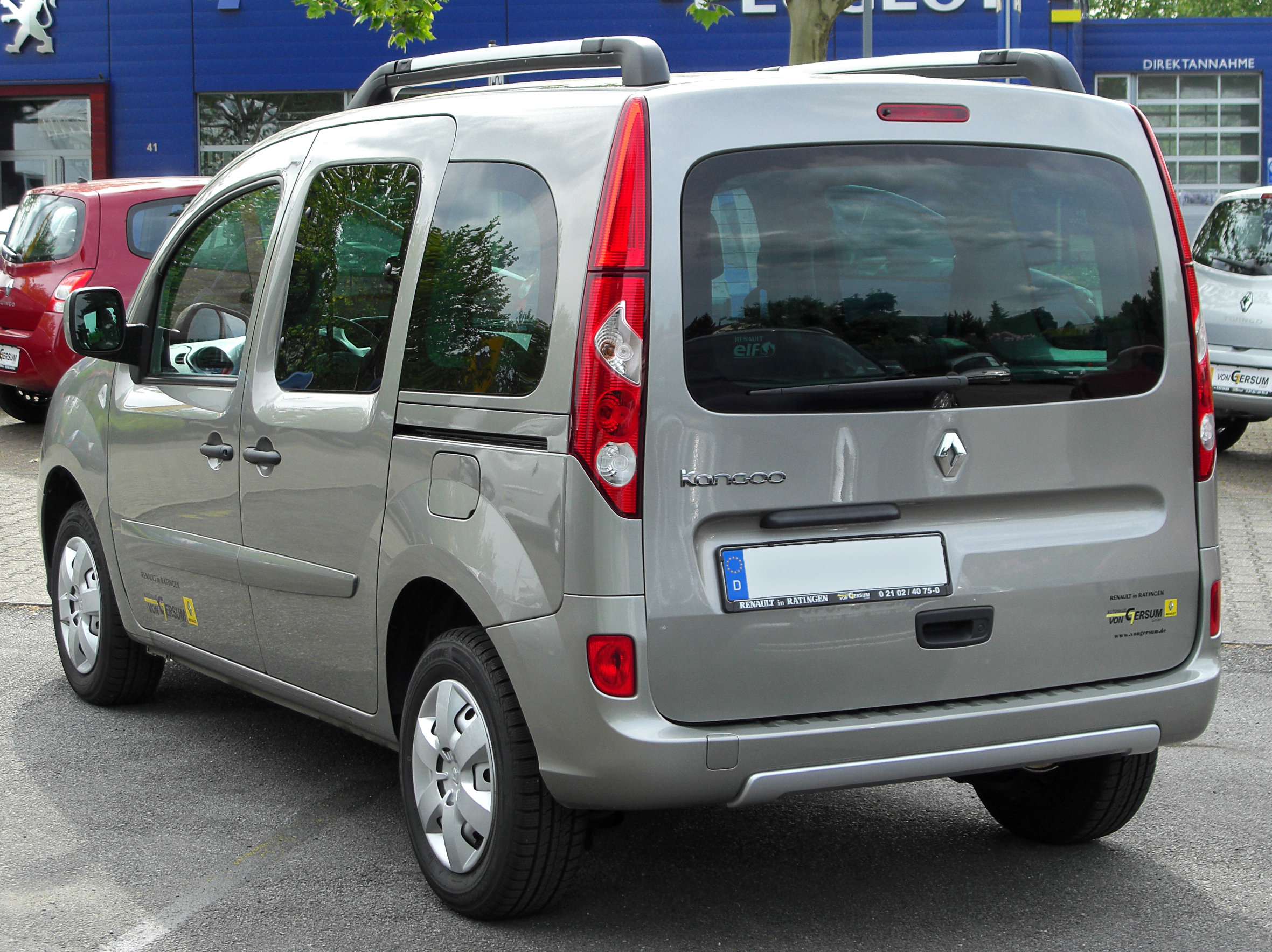
Renault Kangoo II 7 Pasajeros
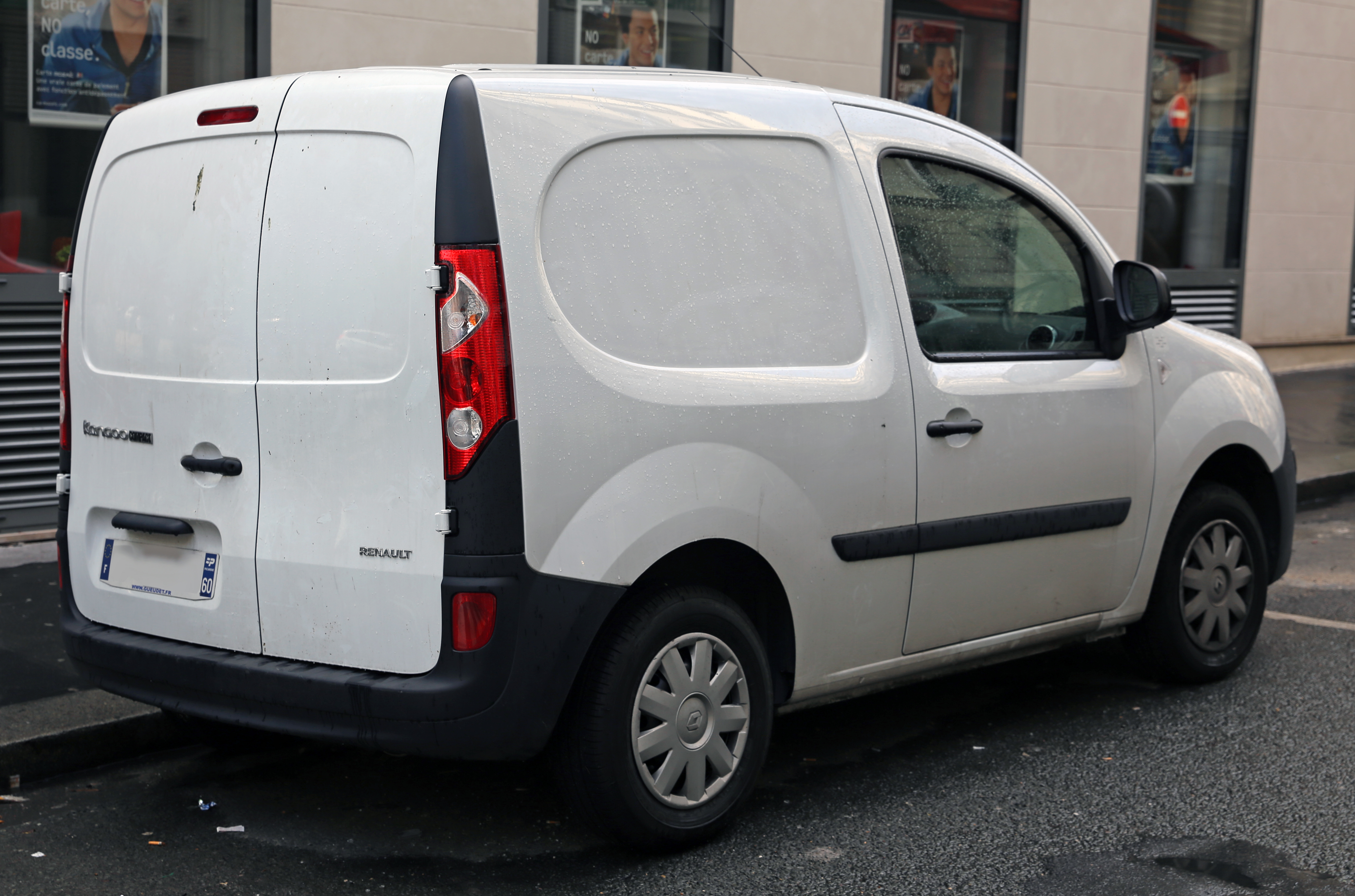
Renault Kangoo II Compact
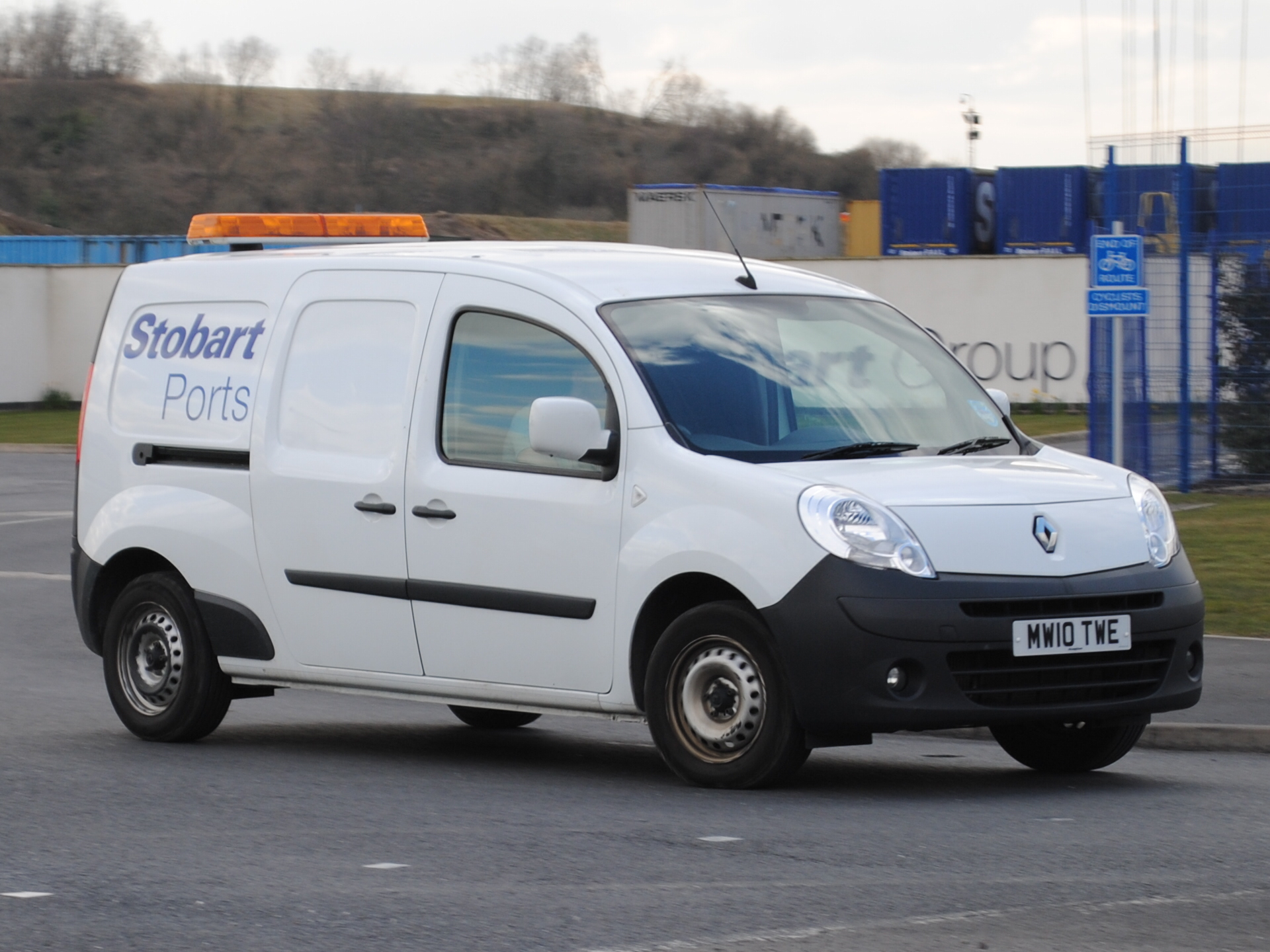
Renault Kangoo II Maxi

## Tercera generación (2020-)
El Kangoo III (y Grand Kangoo III) es un MPV producido por el fabricante francés de automóviles Renault desde otoño de 2020. Esta es la tercera generación del Renault Kangoo.

## Kangoo Z.E.
El Kangoo ZE es una furgoneta comercial compacta totalmente eléctrica que viene en dos opciones: Express y Maxi. El Kangoo ZE tiene capacidad para dos pasajeros y tiene un peso de 1520kg. El Kangoo ZE puede transportar 650 kg o 3.5m³ de carga. él Kangoo Maxi ZE tendrá una distancia entre ejes sobre 38 centímetros (15 pulgadas) más largo y estará disponible en un formato de 5 Pasajeros.
En noviembre de 2011, la Kangoo ZE fue votada como la Furgoneta Internacional del Año para 2012.
La Kangoo Z.E. tiene las mismas dimensiones que el modelo de combustión. Utiliza un motor eléctrico sincronor con bobina rotatoria. Su potencia pico es de 44 kW a 10.500 rpm, mientras que su par motor máximo es de 226 Nm. Su velocidad máxima es de 130 km/h. 
El vehículo está alimentado por un paquete de baterías de lítio ion de 22 kWh.

El precio del llenado completo del paquete de batería para 160 km para la Kangoo Z.E. es de entre uno y dos euros, dependiendo del precio local de la electricidad (kW h) y del uso de placas solares.

## Versiones Disponibles (Precios Aproximados)

### Kangoo Combi
| Acabados                                                | Potencia | Consumo     | Combustible | Precio Oficial |
| ------------------------------------------------------- | -------- | ----------- | ----------- | -------------- |
| RenaultKangoo CombiEnergy dCi 110 Emotion               | 110CV    | 4,8/4,2/4,4 | Diésel      | 18.137 €       |
| RenaultKangoo CombiEnergy dCi 110 Expression            | 110CV    | 4,8/4,2/4,4 | Diésel      | 18.588 €       |
| RenaultKangoo CombiEnergy dCi 110 Extrem                | 110CV    | 4,8/4,2/4,4 | Diésel      | 16.927 €       |
| RenaultKangoo CombiEnergy dCi 110 Grand Kangoo          | 110CV    | 4,9/4,3/4,5 | Diésel      | 20.014 €       |
| RenaultKangoo CombiEnergy dCi 75 Emotion                | 75CV     | 4,7/4,2/4,3 | Diésel      | 16.689 €       |
| RenaultKangoo CombiEnergy dCi 75 Profesional            | 75CV     | 4,7/4,2/4,3 | Diésel      | 16.320 €       |
| RenaultKangoo CombiEnergy dCi 90 Emotion                | 90CV     | 4,7/4,2/4,3 | Diésel      | 17.206 €       |
| RenaultKangoo CombiEnergy dCi 90 Expression             | 90CV     | 4,7/4,2/4,3 | Diésel      | 17.632 €       |
| RenaultKangoo CombiEnergy dCi 90 Extrem                 | 90CV     | 4,7/4,2/4,3 | Diésel      | 15.951 €       |
| RenaultKangoo CombiEnergy dCi 90 Profesional            | 90CV     | 4,7/4,2/4,3 | Diésel      | 16.837 €       |
| RenaultKangoo CombiEnergy TCe 115 Automático Expression | 115CV    | 7,9/5,5/6,4 | Gasolina    | 18.178 €       |
| RenaultKangoo CombiEnergy TCe 115 Expression            | 115CV    | 7,3/5,6/6,2 | Gasolina    | 16.948 €       |
| RenaultKangoo CombiEnergy TCe 115 Profesional           | 115CV    | 7,3/5,6/6,2 | Gasolina    | 16.152 €       |

### Kangoo Z.E.
| Acabados                  | Potencia | Consumo     | Combustible | Precio Oficial |
| ------------------------- | -------- | ----------- | ----------- | -------------- |
| RenaultKangoo Z.E.Maxi 2P | 60CV     | 0,0/0,0/0,0 | Eléctrico   | 26.257 €       |
| RenaultKangoo Z.E.Maxi 5P | 60CV     | 0,0/0,0/0,0 | Eléctrico   | 27.220 €       |
| RenaultKangoo Z.E.Z.E.    | 60CV     | 0,0/0,0/0,0 | Eléctrico   | 24.800 €       |